# Ephedrus urticae
Ephedrus urticae är en stekelart som beskrevs av Bhagat 1982. Ephedrus urticae ingår i släktet Ephedrus och familjen bracksteklar. Inga underarter finns listade i Catalogue of Life.